# Magdeburg Challenger 1999
Il Magdeburg Challenger 1999 è stato un torneo di tennis facente parte della categoria ATP Challenger Series nell'ambito dell'ATP Challenger Series 1999. Il torneo si è giocato a Magdeburgo in Germania dal 1 al 7 marzo 1999 su campi in sintetico indoor.

## Vincitori

### Singolare
Markus Hantschk ha battuto in finale  Axel Pretzsch con il punteggio di 3–6, 7–6, 6–4

### Doppio
Michael Hill /  Andrew Painter hanno battuto in finale  Jan-Ralph Brandt /  Dirk Dier con il punteggio di 7–6, 6–7, 7–6